# Алесандро Мусолини
Алесандро Мусолини (на италиански: Alessandro Mussolini) е баща на италианския фашистки лидер Бенито Мусолини, както и италиански революционен социалист и активист с италиански националистически симпатии. Мусолини е ковач по професия. Жени се за Роза Малтони. Упражнява значително влияние върху ранните политически убеждения на сина си Бенито, дори го нарича „Бенито Амилкаре Андреа Мусолини“ на трима лидери, на които се възхищава: Бенито Хуарес, Амилкаре Чиприани и Андреа Коста.

## Личен живот
На 25 януари 1882 г. Мусолини се жени за Роза Малтони, учителка и римокатоличка. За разлика от съпругата си той не вярва в Бог и мрази Римокатолическата църква. Бащата на Роза Малтони не одобрява решението ѝ да се омъжи за Мусолини и е против брака.
През 1883 г. Малтони ражда първия си син, Бенито Мусолини. Бенито помага на баща си в ковачницата, където Алесандро Мусолини работи. Мусолини и синът му Бенито са близки. Той разказва на сина си за революционните лидери, на които се възхищава, като Карл Маркс.
Мусолини изпитва редица лични проблеми – той има трудности при намирането на работа и става алкохолик.

## Политически активизъм и възгледи
Мусолини влиза в политиката през 1873 г. на 19 години като част от революционен социалистически отряд. През 1874 г. участва в политически дразги в Предапио, Италия. Той става част от местната власт и е известен на властите за противоречия и политическо насилие срещу опоненти. Мусолини е ненавиждан от противниците си и през 1878 г. полицията го предупреждава да престане да заплашва противниците си с унищожаване на собствеността им. Той е арестуван през 1878 г. по подозрение за участие в революционни дейности и остава под домашен арест, докато властите го освобождават през 1882 г., за да може да сключи брак с Роза Малтони.
Мусолини вярва, че правителството трябва да контролира начина на производство, да се подобрят работните условия и да се подкрепи създаването на общество, ръководено от работническата класа.
Той държи на италианските националистически настроения и идолизира националистически фигури със социалистически или хуманистични тенденции като Карло Пизакане, Джузепе Мацини и Джузепе Гарибалди. Политическата перспектива на Алесандро Мусолини съчетава възгледите на анархисти като Карло Кафиеро и Михаил Бакунин, военния авторитаризъм на Гарибалди и национализма на Мацини.